# Supercopa de España de Baloncesto
Der Supercopa de España de Baloncesto (Spanischer Basketball-Supercup) ist ein spanischer Basketballwettbewerb. Er wurde von 1984 bis 1987 und wird seit 2004 jährlich ausgetragen. Ursprünglich trafen, wie bei Supercup-Bewerben üblich, der Sieger der Liga und der Gewinner des Pokalbewerbes aufeinander. Der Titel wurde in einem Spiel an einem neutralen Ort ausgetragen.
Ab 2004 wurde der Bewerb nach 17-jähriger Pause wieder eingeführt. Der Titel wird seither im K.-o.-System an einem Wochenende vor Beginn der Liga ACB an einem festgelegten Ort ausgetragen. Teilnahmeberechtigt sind vier Mannschaften; der Meister, der Pokalsieger, die bestplatzierte Mannschaft bei internationalen Turnieren (EuroLeague, ULEB Eurocup) sowie die Gastgebermannschaft. Treffen mehrere Kriterien auf ein Team zu, so rückt die nächstbeste Mannschaft der Liga nach.

## Liste der Sieger

### 1984 bis 1987
| Jahr | Ort        | Sieger       | Ergebnis | Zweiter     |
| ---- | ---------- | ------------ | -------- | ----------- |
| 1984 | L’Alcora   | Real Madrid  | 101:61   | CB Zaragoza |
| 1985 | Valladolid | Joventut     | 104:91   | Real Madrid |
| 1986 | A Coruña   | Joventut     | 074:67   | Real Madrid |
| 1987 | Vigo       | FC Barcelona | 091:88   | Joventut    |

### Seit 2004
| Jahr | Ort                        | Sieger               | Ergebnis | Zweiter              | Dritter                              | Ergebnis 1                           | Vierter                              | MVP                 |
| ---- | -------------------------- | -------------------- | -------- | -------------------- | ------------------------------------ | ------------------------------------ | ------------------------------------ | ------------------- |
| 2004 | Málaga                     | FC Barcelona         | 76:75    | Real Madrid          | CB Málaga                            | 70:56                                | Saski Baskonia                       | Dejan Bodiroga      |
| 2005 | Granada                    | Saski Baskonia       | 61:55    | CB Granada           | Real Madrid                          | 81:74                                | CB Málaga                            | Luis Scola          |
| Jahr | Ort                        | Sieger               | Ergebnis | Zweiter              | Halbfinalisten                       | Halbfinalisten                       | Halbfinalisten                       | MVP                 |
| 2006 | Málaga                     | Saski Baskonia       | 83:78    | CB Málaga            | FC Barcelona / Joventut              | FC Barcelona / Joventut              | FC Barcelona / Joventut              | Tiago Splitter      |
| 2007 | Bilbao                     | Saski Baskonia       | 85:73    | CB Bilbao Berri      | Real Madrid / FC Barcelona           | Real Madrid / FC Barcelona           | Real Madrid / FC Barcelona           | Tiago Splitter      |
| 2008 | Saragossa                  | Saski Baskonia       | 86:85    | Basket Zaragoza 2002 | FC Barcelona / Joventut              | FC Barcelona / Joventut              | FC Barcelona / Joventut              | Pablo Prigioni      |
| 2009 | Las Palmas                 | FC Barcelona         | 86:82    | Real Madrid          | CB Gran Canaria / Saski Baskonia     | CB Gran Canaria / Saski Baskonia     | CB Gran Canaria / Saski Baskonia     | Juan Carlos Navarro |
| 2010 | Vitoria-Gasteiz            | FC Barcelona         | 83:63    | Valencia BC          | Real Madrid / Saski Baskonia         | Real Madrid / Saski Baskonia         | Real Madrid / Saski Baskonia         | Juan Carlos Navarro |
| 2011 | Bilbao                     | FC Barcelona         | 82:73    | Saski Baskonia       | Real Madrid / CB Bilbao Berri        | Real Madrid / CB Bilbao Berri        | Real Madrid / CB Bilbao Berri        | Juan Carlos Navarro |
| 2012 | Saragossa                  | Real Madrid          | 95:84    | FC Barcelona         | Basket Zaragoza 2002 / Valencia BC   | Basket Zaragoza 2002 / Valencia BC   | Basket Zaragoza 2002 / Valencia BC   | Rudy Fernández      |
| 2013 | Vitoria-Gasteiz            | Real Madrid          | 83:79    | FC Barcelona         | Saski Baskonia / CB Bilbao Berri     | Saski Baskonia / CB Bilbao Berri     | Saski Baskonia / CB Bilbao Berri     | Sergio Rodríguez    |
| 2014 | Vitoria-Gasteiz            | Real Madrid          | 99:78    | FC Barcelona         | Saski Baskonia / Valencia BC         | Saski Baskonia / Valencia BC         | Saski Baskonia / Valencia BC         | Sergio Llull        |
| 2015 | Málaga                     | FC Barcelona         | 80:62    | CB Málaga            | CB Gran Canaria / Real Madrid        | CB Gran Canaria / Real Madrid        | CB Gran Canaria / Real Madrid        | Pau Ribas           |
| 2016 | Vitoria-Gasteiz            | CB Gran Canaria      | 79:59    | FC Barcelona         | Real Madrid / Saski Baskonia         | Real Madrid / Saski Baskonia         | Real Madrid / Saski Baskonia         | Kyle Kuric          |
| 2017 | Las Palmas                 | Valencia Basket Club | 69:63    | CB Gran Canaria      | Real Madrid / CB Málaga              | Real Madrid / CB Málaga              | Real Madrid / CB Málaga              | Erick Green         |
| 2018 | Santiago de Compostela     | Real Madrid          | 80:73    | Saski Baskonia       | FC Barcelona / Obradoiro CAB         | FC Barcelona / Obradoiro CAB         | FC Barcelona / Obradoiro CAB         | Sergio Llull        |
| 2019 | Madrid                     | Real Madrid          | 89:79    | FC Barcelona         | Baloncesto Fuenlabrada / Valencia BC | Baloncesto Fuenlabrada / Valencia BC | Baloncesto Fuenlabrada / Valencia BC | Facundo Campazzo    |
| 2020 | San Cristóbal de La Laguna | Real Madrid          | 72:67    | FC Barcelona         | Saski Baskonia / CB 1939 Canarias    | Saski Baskonia / CB 1939 Canarias    | Saski Baskonia / CB 1939 Canarias    | Facundo Campazzo    |
| 2021 | San Cristóbal de La Laguna | Real Madrid          | 88:83    | FC Barcelona         | Valencia BC / CB 1939 Canarias       | Valencia BC / CB 1939 Canarias       | Valencia BC / CB 1939 Canarias       | Sergio Llull        |
| 2022 | Sevilla                    | Real Madrid          | 89:83    | FC Barcelona         | Betis Sevilla / Joventut             | Betis Sevilla / Joventut             | Betis Sevilla / Joventut             | Walter Tavares      |
| 2023 | Murcia                     | Real Madrid          | 88:81    | CB Málaga            | FC Barcelona / CB Murcia             | FC Barcelona / CB Murcia             | FC Barcelona / CB Murcia             | Facundo Campazzo    |

### Titel nach Klub
| Klub                 | Sieger | Finalist | Titeljahre                                                 |
| -------------------- | ------ | -------- | ---------------------------------------------------------- |
| Real Madrid          | 10     | 4        | 1984, 2012, 2013, 2014, 2018, 2019, 2020, 2021, 2022, 2023 |
| FC Barcelona         | 6      | 8        | 1987, 2004, 2009, 2010, 2011, 2015                         |
| Saski Baskonia       | 4      | 2        | 2005, 2006, 2007, 2008                                     |
| Joventut             | 2      | 1        | 1985, 1986                                                 |
| CB Gran Canaria      | 1      | 1        | 2016                                                       |
| Valencia BC          | 1      | 1        | 2017                                                       |
| CB Málaga            | 0      | 3        |                                                            |
| CB Zaragoza          | 0      | 1        |                                                            |
| CB Granada           | 0      | 1        |                                                            |
| CB Bilbao Berri      | 0      | 1        |                                                            |
| Basket Zaragoza 2002 | 0      | 1        |                                                            |